# Rombout van Troyen

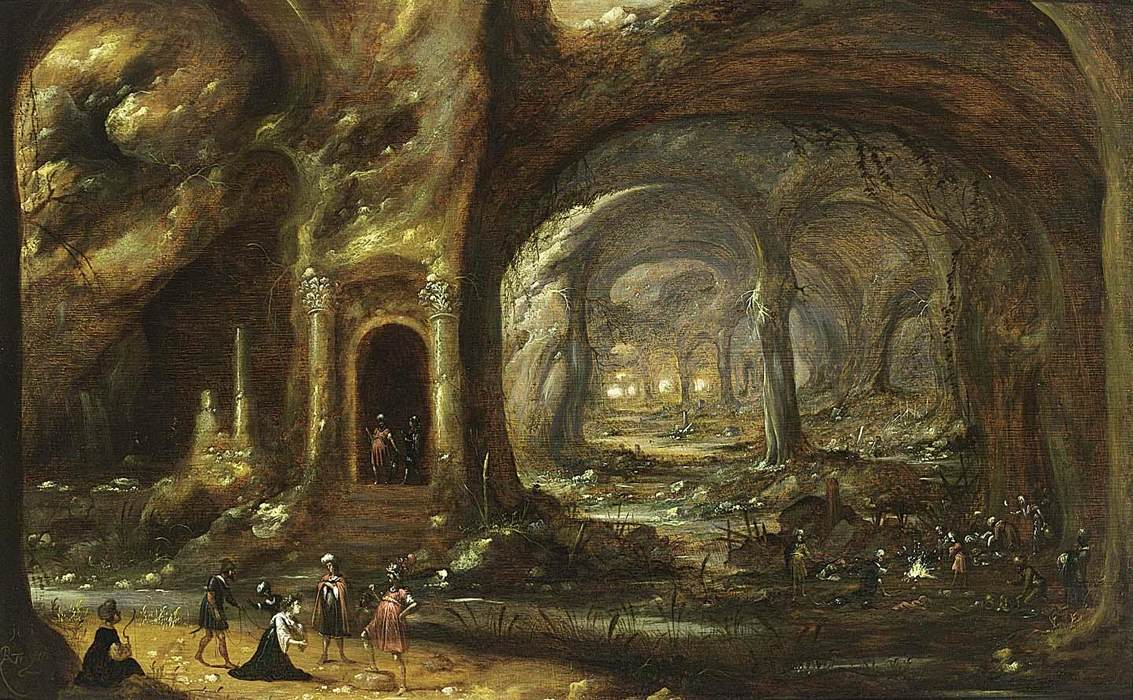
Jaskinia z żołnierzami chwytającymi kobietę

Rombout van Troyen (ur. 1605 w Amsterdamie, zm. 1655 tamże) – holenderski malarz barokowy.
Artysta związany z Amsterdamem, prawdopodobnie uczeń Jana Pynasa. Malował włoskie pejzaże, fantastyczne budynki i ruiny oraz sceny biblijne i mitologiczne, rozgrywające się w jaskiniach i grotach. Większość jego prac utrzymana jest w tajemniczej, fantastycznej atmosferze. Według historiografa sztuki Arnolda Houbrakena malarz nigdy nie był we Włoszech. Najprawdopodobniej źródłem jego inspiracji były prace italianisty Bartholomeusa Breenbergha.
Według RDK zachowało się 57 prac Troyena. W zbiorach Muzeum Narodowego w Poznaniu znajduje się obraz Lot z córkami opuszcza płonącą Sodomę.